# Nawan Killi
Nawan Killi (en ourdou : نواں کلی) est une ville pakistanaise située dans la province de Khyber Pakhtunkhwa. Elle est la troisième plus grande ville du district de Mardan, et située à près de 140 kilomètres au nord-ouest de la capitale fédérale Islamabad.
La population de la ville a été multipliée par près de trois entre 1972 et 2017, passant de 9 873 habitants à 26 161. Entre 1998 et 2017, la croissance annuelle moyenne s'affiche à 2 %, un peu inférieure à la moyenne nationale de 2,4 %.
|            | 1972 (rec.) | 1981 (rec.) | 1998 (rec.) | 2017 (rec.) |
| ---------- | ----------- | ----------- | ----------- | ----------- |
| Population | 9 873       | 11 957      | 18 082      | 26 161      |